# HMS Hood (51)
HMS «Гуд» (51) (англ. HMS Hood (51)) — останній лінійний крейсер військово-морських сил Великої Британії. Названий на честь британського адмірала XVIII–XIX століть Семюела Гуда. Корабель закладений 1 вересня 1916 року і вступив у стрій у травні 1920 року. Під час його будівництва британці врахували досвід Ютландської битви, у результаті якої Королівський флот утратив три лінійні крейсери. На початку експлуатації «Гуд» був найбільшим і найпотужнішим кораблем у світі. Жодного разу не модернізований, тому до початку Другої світової застарів і значно поступався сучасним лінкорам. Як наслідок, 24 травня 1941 року потоплений у бою з німецьким лінійним кораблем «Бісмарк».

## Історія

### Проєктування
Варіант проєкту № 3, котрий задовольняв усі вимоги Адміралтейства, був виконаний 27 березня 1916 року. 7 квітня проєкт затверджений Адміралтейством. 13 квітня замовлення будівництва 4 лінійних крейсерів направили на верфі компаній «Фейрфілд», «Джон Браун», «Кеммел Лерд», а 13 червня і до «Армстронг Утворт». Замовлені лінійні крейсери були зараховані до типу «Адмірали» і з 14 липня 1916 року отримали імена «Гуд», «Родні» і «Ансон» (9 жовтня), «Гоу» (16 жовтня).

### Будівництво
1 вересня 1916 року був повторно перезакладений на верфі «Джон Браун і К ° у Клайдбанку. Заводський номер 406.
8 лютого 1917 р. Військовий Кабінет ухвалив рішення продовжувати будівництво тільки «Гуда», роботи на інших кораблях цього проекту припинилися 9 березня.
22 серпня 1918 р. спущений на воду у присутності вдови контр-адмірала Гораціо Гуда, нащадка адмірала Семуеля Гуда. Вага корабля при спуску 22 000 тонн. 17 березня 1919 року була дана команда розібрати побудовані секції трьох інших кораблів.
У 1918 році на артилерійському полігоні був споруджений макет броньового захисту «Гуда» в районі артилерійських льохів з баштою. 381-мм снаряд, що потрапив в 178-мм пояс броні, пробив її і вибухнув, при перерахунку його швидкості на дистанцію вийшло, що стріляли з 17 км. Такий же снаряд пробив і дах вежі. Після цього до броньовий захист льохів додали 25 мм плити, для кораблів однотипних з «Гуд» затвердили товщину дахів башт ГК 152 мм, але для «Гуда» вже виготовили 127 мм плити і було прийнято рішення встановити їх. Найбільший корабель ВМФ Великої Британії до 1930 р.
9 січня 1920 року підготовлений до випробувань. 20 січня 1920 року «Гуд» прибув до Розайт. 5 березня по завершенні заводських випробувань повернувся в Клайд. 7 березня під час ходових випробувань на Арранскій мірної милі в районі Ферт-оф-Клайд, при водозаміщені 42200 тонн і форсуванні СЕУ до 151 280 к.с. розвинув швидкість 31,07 вузла (при 207 об/хв на валах). До кінця березня пройшов ходові випробування і пробні артилерійські стрільби. 29 березня корабель передали флоту. 5 травня призначений перший командир „Гуда“ — капітан-лейтенант Майкл Томкінсон (Michael W. Tomkinson). Стапельний період побудови корабля — 24 місяці, добудова на плаву — 20 місяців, що в сумі вдвічі більше ніж у «Куїн Елізабет» і втричі, ніж у «Рінауна». Вартість корабля при споруді склала 6 025 000 фунтів стерлінгів.

### Служба
17 травня 1920 року став флагманом бригади лінійних крейсерів «Ріпалс», «Рінаун», «Тайгер», у Портленді (прапор контр-адмірала Кейза). Влітку, під час походу до Швеції його відвідує шведський король. До 1923 року бригада входила до складу Атлантичного флоту. В цей час «Гуд» був найбільшим військовим кораблем в світі. В ці роки загальної уваги до флоту корабель був народним улюбленцем: його параметри були відомі кожному англійцю. Корабель мав народне прізвисько «Mighty Hood», що приблизно означає «Здоровань Гуд». Популярність корабля була причиною того, що більшу частину часу він проводив в закордонних походах, «демонструючи прапор». Зокрема з листопада 1923 по вересень 1924 року «Гуд» разом із крейсером «Ріпалс» здійснив навколосвітнє плавання, пройшовши понад 40 000 миль. За час цього походу «Гуд» відвідали більше 750 000 осіб.

## Конструкція

### Корпус
Цільноклепаний корпус зібраний по поздовжній системі набору. Корабель мав два внутрішніх вертикальних кілі в днищевій площині. Корпус розділяли водонепроникні перебірки на 25 відсіків. Усі поперечні перебірки доходили до верхньої палуби. Подвійне дно простягалося на 218 метрів. Були і скулові кілі. Форштевень яхтової форми. Котельні і турбінні відділення займали 90 м в середній частині корабля. Відношення довжини до ширини L / B = 8.42. Збільшення осадки корабля на 1 см відбувалося при додаванні ваги 50 тонн. Метацентрична висота при нормальній водотоннажності — 0,99 м, при повній — 1,28 м. Кут перевертання — 69° і 73° відповідно. На крейсері було 2 носових якоря (по 9,5 т кожен) і один (3 тонний) кормовий.

### Бронювання
305-мм похилий (12°) броньовий пояс, висотою 2,9 м, встановлений на прокладці з тикового дерева протягом 171,4 м (позаду нього на кормі обшивка корпусу мала товщину 51 мм), від нього до верхньої палуби (шириною 2,75 м) 178-мм пояс.
У середній частині корпусу на ту ж довжину, що й головний броньовий пояс, було встановлено бортові булі шириною 3 метри, які роділялися вертикальною й поздовжньою перегородками. Усередині булів були також і поперечні перегородки, встановлені через кожні 6 метрів. Були встановлені протимінні циліндри (циліндри Пульєзе).

## Енергетична установка
Корабельна енергетична установка складалася з 24 водотрубних котлів Ярроу з водогрійними трубками малого діаметра, на нафтовому опаленні, розташованих у 4-х котельних відділеннях. Робочий тиск пари — 16,5 кгс/см². Сумарна площа нагріву — 16 254 м2. Вони потребували очищення через кожні 500 годин роботи. Чотири турбінних агрегати розміщувались у трьох машинних відсіках. У носовому відділенні, найширшому, було встановлено два агрегати, які працювали на обидва зовнішніх вали, у середньому — ще один агрегат, для внутрішнього валу лівого борту, у кормовому — агрегат для внутрішнього валу правого борту. До складу кожного агрегату входило по одній турбіні низького тиску й високого тиску. Спереду турбін високого тиску для агрегатів зовнішніх валів було встановлено маршову турбіну економного руху. Таким чином, в економрежимі крейсер ішов на двох машинах. Застосування зубчатої передачі дозволило зменшити кількість обертів вала до 210 на хвилину, що підвищило ККД гвинтів.
На кожен ТЗА був свій конденсатор, розташований безпосередньо під турбіною низького тиску (підтримував вакуум до 0,075 кгс/см², поверхня становила 2267 м²), було також два допоміжних конденсатори (один — у середньому, інший — у кормовому МВ). 8 динамомашин (2 дизельні, 2 турбінні, 4 парові), потужністю близько 200 кВт кожна, забезпечували живлення постійним струмом (220 В) 4 вали діаметром 724 мм.
Гвинти трилопатеві постійного кроку діаметром 4,57 м, масою 20,3 тонни.
Кермо — один напівбалансир, керувався за допомогою стернового привода Девіса.
Димові труби розміром 5,5 × 7,5 м. При швидкості 14 вузлів, витрати палива становили 7,5 т/год, а дальність ходу — 7500 миль. Запас палива 4000 т максимальний.

## Озброєння
Головний калібр: 8 гармат калібру 381-мм (15» /42 Mark I) у двогарматних баштових установках типу Mk.II. Боєкомплект — 640 снарядів (80 на ствол), на час війни — 132 на ствол. Максимальний вертикальний кут піднесення — 30°, дальність польоту снаряда 27 200 м (147 кабельтових). Сектор обстрілу — 300° для кожної башти. Зарядження — в будь-якому положенні ствола (до кутів не більше 20°). Поворот башти здійснювався за допомогою гідроприводів. Кутова швидкість повороту башти — 2 °/сек. Вертикальна швидкість наведення ствола — 5°/сек. Діаметр барбета — 9 метрів. Башти головного калібру мали форму багатогранника, їх бронювання робилося з круппівської цементованої броні товщиною: лоб — 381-мм, спереду збоку — 305-мм; по боках і з корми — 279-мм, дах — 127-мм. Загальна маса обертової частини башти ГК — 860 тонн.
Протимінний калібр: 12 скорострільних гармат калібру 140-мм зразка BL.Mk.I в установках CPII, на лафеті зразка Mk.II, кут піднесення 30°, дальність стрільби 16 200 м (87 кбт). Бронювання: спереду 38 мм; по боках 25 мм; ззаду відкрита. 150 снарядів на ствол.
 Зенітні гармати: Чотири 102-мм гармати довжиною ствола 45 калібрів зразка QF.Mk.V в установках зразка Mk.III.HA, кут піднесення 80°. Змонтованих на гарматних верстатах зразка Mk.IV. Гармати ручного заряджання й наведення скорострільністю 9-12 пострілів на хвилину, досяжність по висоті 8700 метрів. Боєкомплект — 200 снарядів на ствол.
Дві 47-мм салютні гармати Гочкіса з боєкомплектом 64 пострілів на ствол (демонтовані 1939 року).

## Ремонти й модернізації
З 3 червня 1929 року по 28 травня 1931 року корабель пройшов ремонт у Портсмуті:
- Збільшено місткість паливних цистерн до 4600 тонн;
- Платформу для запуску колісних літаків перенесли з даху вежі «Х» на вежу «В»;
- Взамін демонтованої на юті катапульти встановили іншу поворотну типу F-IV-H;
- Біля флагштока встановили підйомний кран;
- Побортно від димових труб встановили 2 восьмиствольних 40-мм зенітних автомати «Пом- пом» зразка Mk.VIII;
- інше.

Після цього ремонту порожній крейсер мав тоннажність 42 037 т та середню осадку 8,8 м, метацентрична висота становила 0,95 м, а кут перекидання — 64°; повна водотоннажність становила 48 000 т, середня осадка була 10 м.
До ремонту утримання «Гуда» коштувало — 270 000 фунтів стерлінгів на рік, після — 400 000 фунтів стерлінгів на рік.
У січні 1935 зіткнувся з «Рінауном». Форштевень «Рінауна» завдав удару поблизу 340 шпангоута. В борту утворилася вм'ятина півметрової глибини, був значно пошкоджений один гвинт і погнутий вал («Гуду» довелося ставати в док).
1938 року з корабля зняли всі одноствольні 102-мм гармати, переставили на інші місця 140-мм (яких залишилося тільки 6) і додали 4 спарені універсальні 102-мм гармати. 13 серпня 1939 року перейшов в Скапа-Флоу, де увійшов до складу флоту Метрополії.

## Бойове застосування

### Початок Другої світової війни
На початку Другої світової війни в 1939 році базувався в Скапа-Флоу, входячи в ескадру лінійних крейсерів (разом з «Ріпалсом»).
- 4 — 10 вересня 1939 — патрулював район між Ісландією й Фарерами.
- У жовтні входив до прикриття конвою з залізною рудою з Нарвіка до Великої Британії.
- У грудні прикривав канадський конвой (5 пасажирських лайнерів з 1-ю канадської дивізією).

1940 року на кораблі було встановлено 3 спарені 102-мм гармати і 5 ракетних установок «UP» («Unrotated Projectile»); на початку 1941 був встановлений артилерійський радар типу «284» — над далекоміром на баштоподібній надбудові.

### Операція «Катапульта»
Після поразки Франції корабель було переведено до Середземного моря (прибув до Гібралтару 23 червня 1940 року). На ньому підняв прапор адмірал Джеймс Сомервілль. Увійшов до складу з'єднання «Н» (у складі: авіаносець «Арк Роял»; лінкори «Веліант» і «Резолюшн»; легкий крейсер «Аретьюза»; 4 есмінці, авіаносці «Ігл» й «Іластріоус», лінійний крейсер «Рінаун» і лінкор «Нельсон»). Завданням з'єднання була нейтралізація французького флоту (запобігання переходу бойових кораблів до рук німців за договором з урядом Віші), що базувався порту Мерс-ель-Кебір у французькому Алжирі. Французькому командуванню були запропоновані варіанти:
- (a) Приєднатися до британського флоту для боротьби з нацистською Німеччиною;
- (b) Провести кораблі в будь-який британський порт, після чого команди буде репатрійовано до Франції;
- (c) Перевести кораблі в нейтральний порт, де вони будуть інтерновані до кінця війни. Ультиматум завершувався словами:

У разі вашої відмови прийняти ці справедливі пропозиції, я, із величезним жалем, вимагаю, щоб ви затопили свої кораблі протягом шести годин. Нарешті, якщо вищезгадане не буде виконано, я маю наказ Уряду Його Величності на застосування будь-якої необхідної сили для того, щоб запобігти попаданню ваших кораблів до рук німців.
Переговори ні до чого не привели, і, коли французькі кораблі мали намір залишити порт, англійці відкрили вогонь (17:55, 3 липня). Вогнем «Гуда» був підірваний лінкор «Бретань» (997 загиблих), значно пошкоджено лінкор Дюнкерк. Жертвами стало понад 1 000 французьких моряків. Наприкінці 1940 року «Гуд» повернувся на базу в Скапа-Флоу.

### Останній бій

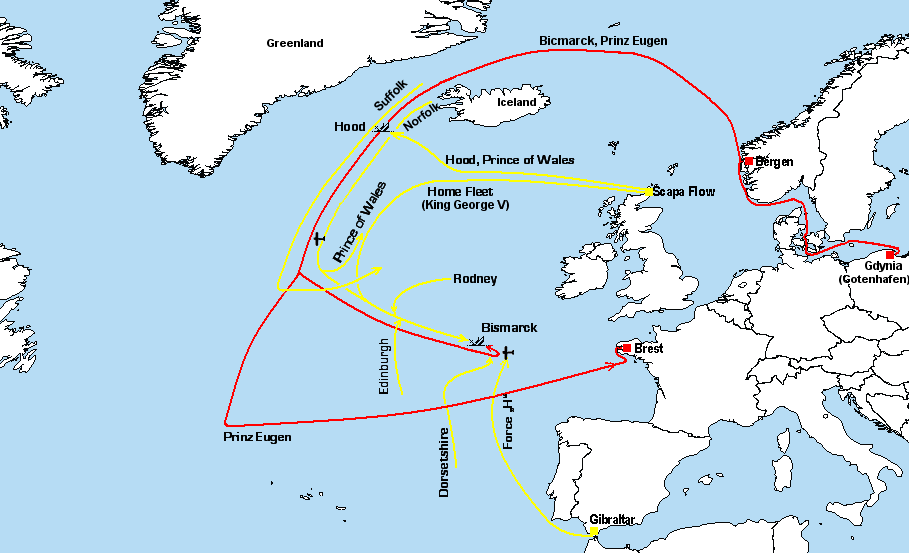
Переслідування «Бісмарка»: Червоний — німецька ескадра. Жовтий — британський флот.

19 квітня 1941 року надійшла звістка про вихід у море німецьких кораблів: лінкора «Бісмарк» (прапор адмірала Гюнтера Лют'єнса) і важкого крейсера «Принц Ойген». «Гуда» приготували для перехоплення цього з'єднання. Командиром «Гуда» був капітан 1 рангу Ралф Керр.
21 травня отримано донесення про прямування німецьких кораблів у Північну Атлантику для дій проти конвоїв союзників.
22 травня з'єднання під командуванням віце-адмірала Ланселота Голланда, у складі: лінійний крейсер «Гуд» (прапор командувача) і лінкор «Принц Уельський», а також 6 есмінців — HMS «Електра», HMS «Ентоні», «Еко», HMS «Антілоуп», HMS «Ікарус» і HMS «Акейтіз» вийшли в море на їх перехоплення.

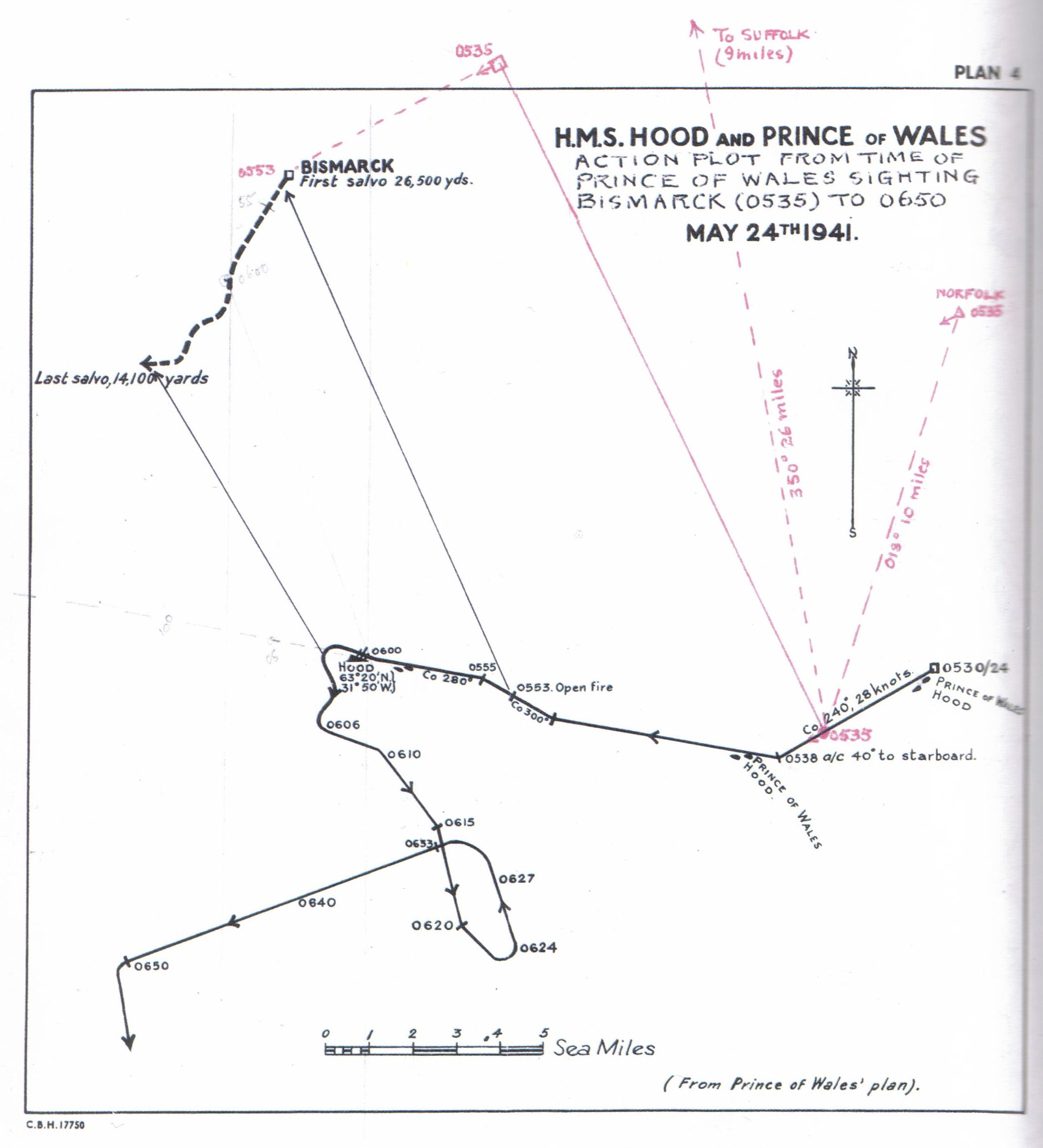
Бій у Данській протоці (верхня лінія показує рух крейсера «Гуд», нижня лінкора «Бісмарк»)

Увечері 23 травня британські крейсери «Норфолк» і «Саффолк» виявили групу «Бісмарка», що йшла зі швидкістю 27 вузлів у Данській протоці. За допомогою нещодавно встановленого радара «Соффолк» відстежував рух «Бісмарка» протягом ночі й передавав його координати основним силам. План британців полягав у тому, щоб зблизитися з «Бісмарком» з «темної» (південної) сторони, при тому, що силует німецьких кораблів було б видно на світлому фоні північної частини неба. Однак о 00:28 «Соффолк» втратив контакт з «Бісмарком» і план не спрацював: побоюючись загубити «Бісмарк», Голланд наказав припинити рух в оптимальну точку зустрічі й повернути на південний південний захід, відправивши при цьому есмінці на північ.
О 00:41 німецькі кораблі, прагнучи обійти паковий лід, змінили курс, в результаті чого група есмінців пройшла повз них на відстані всього 10 миль, не помітивши супротивника. Незадовго до третьої години ночі «Соффолк» знову виявив «Бісмарк» на радарі й передав його координати. «Гуд» і «Принц Уельський» перебували в той час на відстані 35 миль (56 км), трохи попереду по курсу німців. Голланд наказав повернути в бік противника й збільшити швидкість до 28-и вузлів. Британські кораблі опинилися в невигідному становищі: зустріч під тупим кутом означала бій на довгій дистанції, коли тонка палубна броня «Гуда» потрапляла під навісний вогонь. Ситуація ще більше погіршилася о 03:20, коли «Бісмарк» зробив ще один доворот на захід: тепер ескадри йшли майже паралельними курсами.
О 05:35 24 травня, дозорні з «Принца Уельського» помітили німецьку ескадру на відстані 17 миль (28 км). Німці знали про присутність противника з показань гідрофонів і незабаром також помітили на горизонті щогли британських кораблів. У Голланда був вибір: або продовжувати супровід «Бісмарка», очікуючи прибуття лінкорів ескадри адмірала Тові або атакувати самостійно. Холланд вирішив атакувати й о 05:37 віддав наказ на зближення з противником.
О 5:52 «Гуд» відкрив вогонь з дистанції приблизно 13 миль (24 км).
«Гуд» повним ходом продовжував зближення з противником, прагнучи скоротити час перебування під навісним вогнем. Тим часом німецькі кораблі пристрілялися по крейсеру: перший 203-мм снаряд з «Принца Ойгена» влучив у середню частину «Гуда», поряд із кормовою 102-мм установкою і викликав сильну пожежу запасу снарядів і ракет. О 5:55 Голланд наказав повернути на 20 градусів уліво, щоб кормові башти теж могли стріляти по «Бісмарку».

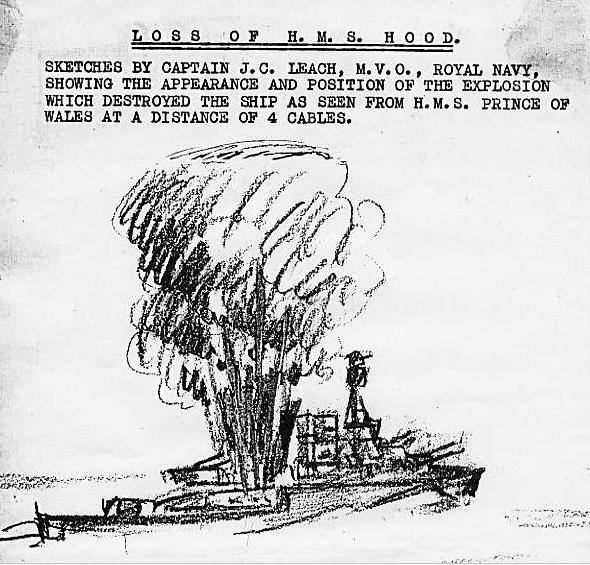
Малюнок Дж. Ліча, командира лінкора HMS «Принц Уельський». (Зроблено для другої комісії з розслідування, 1941). На малюнку показано вогняний фонтан, що виник за мить до вибуху. Вважається, що то була пожежа кордиту, котра вирвалася через вентиляцію машинного відділення

Приблизно о 06:00, коли крейсер ще не завершив поворот, його накрило залпом «Бісмарка» з дистанції від 8 до 9,5 миль (15 — 18 км). Майже одразу поблизу грот-щогли виник велетенський фонтан вогню, після чого стався потужний вибух, який розірвав крейсер навпіл. Корма «Гуда» швидко затонула. Носова частина піднялася і деякий час розгойдувалася, після чого затонула й вона (в останній момент приречена обслуга носової башти зробила ще один залп). HMS «Принц Уельський», що перебував на відстані півмилі, був засипаний уламками «Гуда». Крейсер затонув за три хвилини, забравши з собою 1415 чоловіків, включаючи віце-адмірала Голланда. Врятувалися лише троє моряків, яких підібрав через дві години есмінець HMS Electra.

### Розслідування
Зі 100 % достовірністю встановити причину загибелі «Гуда» досі так і не вдалося. Існують менш або більш правдоподібні теорії. З протоколу допиту очевидця:
 Два снаряди другого залпу з «Принца Ойгена» влучили в лівий борт, а третій — у палубу поряд зі 102 -мм гарматою Потім угору піднявся величезний стовп вогню в кормовій частині по лівому борту поблизу 102-мм гармати. Я добре бачив людей з обслуги цих гармат. Вони зібралися біля лівого борту. Потім я побачив величезний стовп вогню заввишки з грот-щоглу. Мені здалося, що два інших снаряда пройшли через другу трубу, а третій пробив кормову башту «Гуда». Коли «Гуд» отримав це влучання, його труба повалилася на лівий борт, потім з'явився жовтий стовп полум'я від вибуху з барбету башти «Х». Страшний блиск на кілька секунд засліпив мене, і коли я знову зміг дивитися через окуляри, то побачив велику хмару чорного диму і як у повітрі летів 15-дюймовий ствол зі шматком конструкції, що нагадувала дах башти. — Сержант морської піхоти Т. К. Брукс (старшина 130-мм башти лінкора «Принц Уельський»)

## Оцінка проекту
На час завершення будівництва корабель вийшов досить незвичайним для моряків, які не звикли до того, що добре озброєний і броньований корабель може розвивати швидкість 31 вузол. Тому існували розбіжності з приводу того, до якого ж класу віднести цей корабель — до лінкорів чи до лінійних крейсерів. На час побудови він був найбільшим бойовим кораблем і поєднав у собі потужну вогневу міць (відповідну лінкорам типів «Куїн Елізабет» і «Рівендж», міцне бронювання (хоч воно дещо й поступалося цим кораблям) і високу швидкість. За цими показниками «Гуд» перевершував майже всі як лінкори, так і лінійні крейсери. Таким чином, британці зуміли створити збалансований корабель, який перевершував усі кораблі, здатні тримати таку ж (чи більшу) швидкість, і був швидшим більш потужних кораблів (це дозволяло тримати вигідну для себе дистанцію бою). У корабля були й недоліки. Це недостатнє бронювання палуб (що, швидше за все, й відіграло фатальну роль у долі лінійного крейсера), барбетів і траверзи. Протиторпедний захист був невдалим, що підтверджує загибель дредноута «Одейшес» від підриву на одній-єдиній міні. Для свого часу «Гуд» був кораблем, який було дуже важко здолати в бою, але за відсутності серйозних модернізацій до початку Другої світової війни він застарів. Бронювання на ньому істотно не посилювалася, кут піднесення гармат не збільшувався (що негативно позначилося на дальності стрільби), а знос механізмів не дозволяв розвивати швидкість більше 27-28 вузлів[джерело?].
У підсумку, цьому одному з найбільш збалансованих (на час своєї появи) кораблю стало небезпечно підставлятися під удар новітніх швидкохідних лінкорів «Бісмарк», «Рішельє», «Норт Керолайна» і «Літторіо». Вони мали перевагу в швидкості на 2-3 вузли (крім «Норт Керолайн»), рівність або навіть перевагу в озброєнні (вісім 380-мм гармат — «Бісмарк», «Рішельє»; дев'ять 381-мм гармат — «Літторіо», дев'ять 406-мм гармат — «Норт Керолайн»), а також у цілому потужніше бронювання, тому «Гуд» програвав усім без винятку «однокласникам». Такого стану речей можна було б уникнути, якщо б у міжвоєнний період лінійний крейсер пройшов одну-дві значні модернізації. За цей час стався помітний прогрес у котлотурбінних установках. Замінивши котли й турбіни, можна було б значно полегшити силову установку, а за рахунок зекономленої ваги посилити бронювання. Також необхідно було збільшити кут піднесення стволів з 30 градусів до 35-45°, що забезпечило б збільшення дальності стрільби[джерело?].
У результаті цих заходів британці отримали б повноцінний швидкохідний лінкор, здатний якщо не битися на рівних з новітніми зарубіжними лінкорами, то, принаймні, дати їм гідну відсіч, а модернізовані лінкори й лінійні крейсери часів Першої Світової були б йому цілком «по зубах» (найшвидші з них розвивали швидкість 30 вузлів, але при цьому поступалися в озброєнні й бронюванні (навіть після модернізації) — це й італійські дредноути, і менш швидкісні, але трохи краще озброєні й захищені (на тлі італійців) японські лінкори. Старі ж лінкори інших країн були занадто повільні (американські типів «Нью-Мексико», «Теннессі», «Колорадо» й старіші, а також французькі типів «Курбе» й «Бретань»). Однак «Гуд» був обличчям британського флоту й увесь час потрібен був у строю, а не в доці. Саме ця цінність корабля для британського флоту й змушувала застосовувати його безперервно, що в результаті обернулося для нього вельми плачевно … Міг докуватися тільки в трьох місцях: Портсмут, Розайт і приватний «Гладстон-Док» у Ліверпулі. Під нього спеціально модернізували Королівський док № 2. Через перевантаження відносно початкового проекту (осадка на 1,14 м більше проектної) частина головного броньового пояса пішла під воду, відповідно, зменшився захист надводного борту. З цієї ж причини (через низький борт) на великій швидкості корму постійно заливало водою.